# Dieudonné Deneux
Jean Dieudonné Deneux (1749-1786) est un peintre liégeois de la seconde moitié du XVIIIe siècle.

## Biographie
Le 15 août 1749, son père, Henri Deneux, le mit en apprentissage pour une durée de trois ans dans l'atelier de "Coclers" (probablement Jean-Georges-Christian Coclers).
Il est l'auteur des toiles décoratives du fumoir du château de Deulin et de celles de la Société libre d'Émulation de Liège.
Sa femme, Marie-Élisabeth Dodémont, une fois veuve, se remaria avec le peintre Pierre-Michel de Lovinfosse.

## Œuvres
- Scènes champêtres, huile sur toile, 237 × 211 cm, 1776 (Vendu chez Sotheby's à Monaco, le 19 juin 1994, lot n° 508).
- Nature-morte aux fleurs, huile sur toile, signée en bas à droite "D. Deneux fecit", 88 × 54 cm (Vendu à l'Hôtel des ventes mosan le 10 décembre 2003, lot n° 136, pour 6.200 euros).